# 스트셸체오폴스키에

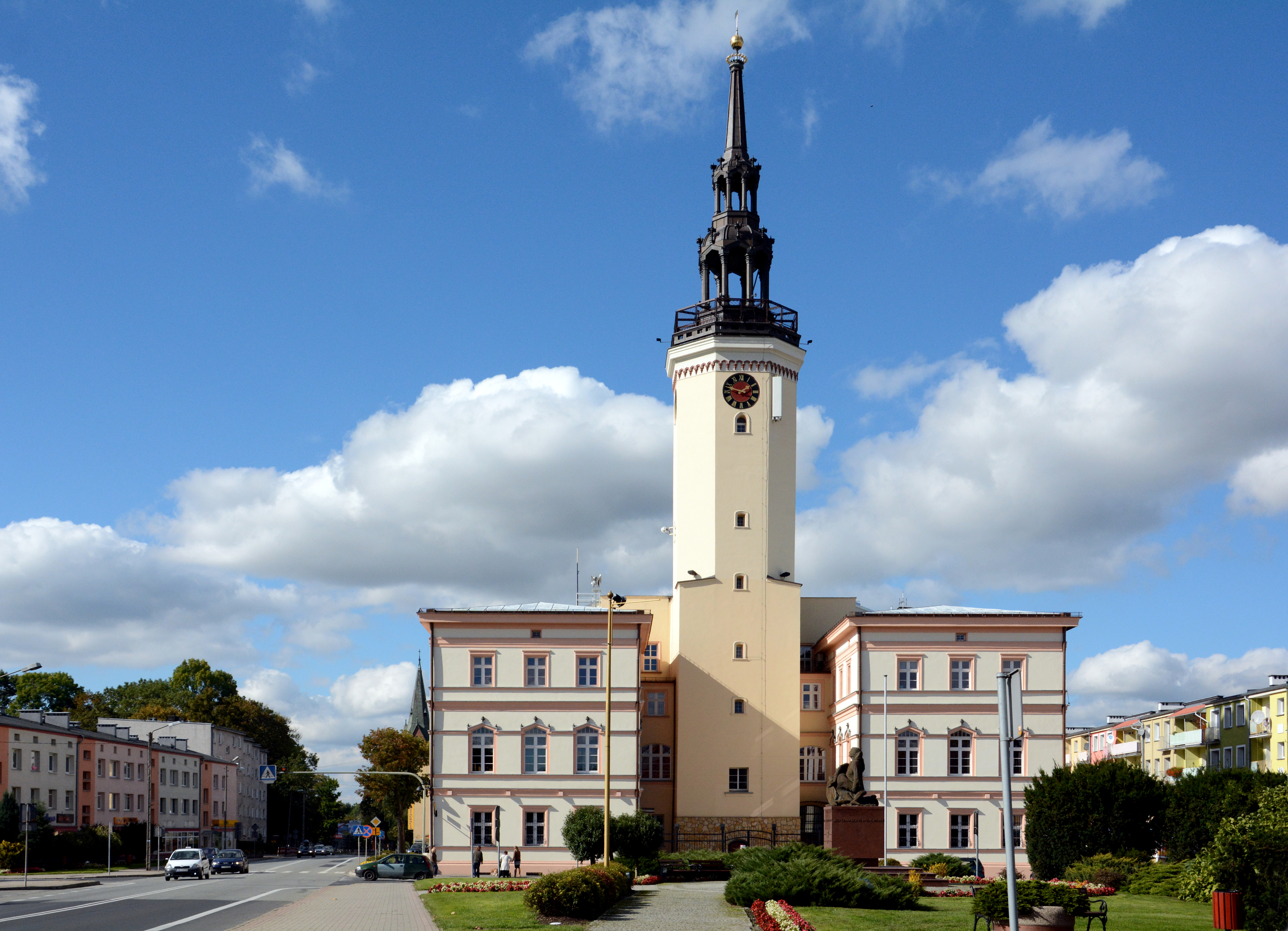
스트셸체오폴스키에 시청

스트셸체오폴스키에(폴란드어: Strzelce Opolskie, 독일어: Groß Strehlitz 그로스슈트렐리츠[*])는 폴란드 남서부 오폴레주에 위치한 도시로 면적은 30.13km2, 인구는 20,059명(2006년 기준), 인구 밀도는 670명/km2이다.
글리비체와 오폴레를 연결하는 철도 노선이 지나간다. 1999년까지는 켕지에진코질레를 연결하는 철도 노선이 있었지만 현재는 폐선되었다. 폴란드에 거주하는 독일인 인구가 다수를 차지하는 도시 가운데 한 곳이다.

시기
시 문장

## 자매 도시
- 독일 조스트
- 리투아니아 드루스키닝카이